# Arpe (Wenne, Berge)
Die Arpe ist ein fast 9 km langer, orografisch linker Nebenfluss der Wenne in Nordrhein-Westfalen. Der Bach fließt im Westen des Hochsauerlandkreises und sollte nicht mit dem gleichnamigen Nebenfluss Arpe der Wenne bei Niederberndorf verwechselt werden.

## Geographie

### Verlauf
Die Arpe entspringt an der Nordostflanke des Estenbergs (610,4 m) auf einer Höhe von 500 m ü. NN. Von hier aus fließt der Bach vorwiegend nach Norden und durchfließt dabei Grevenstein. In Berge mündet der Bach auf einer Höhe von 245 m ü. NN linksseitig in die Wenne.
Auf seinem 8,7 km langen Weg überwindet der Bach einen Höhenunterschied von 255 m, was einem mittleren Sohlgefälle von 29,3 ‰ entspricht. Die Arpe entwässert ein 19,599 km² großes Einzugsgebiet über Wenne, Ruhr und Rhein zur Nordsee.
Der Unterlauf der Arpe liegt zum großen Teil im Landschaftsschutzgebiet Talraum des Arpebaches.

### Nebenflüsse
Wichtigster Nebenfluss der Arpe ist der 5,7 km lange Enscheider Bach. Im Folgenden werden die Nebenflüsse in der Reihenfolge von der Quelle zur Mündung genannt, die von der Bezirksregierung Köln (ehemaliges Landesvermessungsamt) geführt werden. Angegeben ist jeweils die orografische Lage der Mündung, die Länge, die Größe des Einzugsgebiets, die Höhenlage der Mündung und die Gewässerkennzahl.
| Name            | Lage   | Länge [km] | Einzugsgebiet [km²] | Mündungshöhe [m. ü. NN] | DGKZ      |
| --------------- | ------ | ---------- | ------------------- | ----------------------- | --------- |
| N.N.            | links  | 1,2        |                     | 393                     | 27616962  |
| N.N.            | links  | 1,1        |                     | 388                     | 27616964  |
| Enscheider Bach | rechts | 5,7        |                     | 374                     | 27616966  |
| N.N.            | links  | 1,1        |                     | 270                     | 276169672 |
| Kirchholzsiepen | links  | 3,9        |                     | 256                     | 27616968  |